# Auchterarder (circonscription du Parlement d'Écosse)
Auchterarder était une circonscription du Parlement d'Écosse.

## Historique
Auchterarder avait été un Burgh royal en 1246, mais le seul Commissaire connu était John Graham de Callander, qui a assisté le Parlement le 22 Août 1584